# Jeremy Shamos
Jeremy Shamos est né 10 juillet 1970 un acteur américain.

## Filmographie

### Cinéma
- 1984 : Kid Colter : Justin Colter
- 2000 : Clowns : Tippit
- 2005 : The Great New Wonderful : le jeune rabbin
- 2007 : Dedication : Matthew
- 2009 : Hôtel Woodstock : Steve Cohen
- 2009 : Mon babysitter : Bill
- 2013 : The Disappearance of Eleanor Rigby : l’évangéliste
- 2014 : Birdman : Ralph
- 2015 : No Pay, Nudity : le vétérinaire
- 2016 : 5 Doctors : Dr Goldsmith
- 2016 : Breakable You : Robert Gordon
- 2019 : Bad Education de Cory Finley (en)
- 2020 : Le Blues de Ma Rainey (Ma Rainey's Black Bottom) de George C. Wolfe : Irvin

### Télévision
- 2004 : Le Justicier de l'ombre : Mark Redding (1 épisode)
- 2005 : Stella : l'éditeur (1 épisode)
- 2007 : Damages : l'associé de Fiske (2 épisodes)
- 2008 : New York, section criminelle : John Eckhardt (1 épisode)
- 2009 : Fringe : l'artiste (1 épisode)
- 2009 : Wainy Days : le serveur (1 épisode)
- 2013 : The Good Wife : Karl Dolan (1 épisode)
- 2014 : Unforgettable : Adrian Proctor (1 épisode)
- 2014 : New York, unité spéciale (saison 15, épisode 19) :  Roger Pierce
- 2014 : Elementary : Dr Paul Sutherland (1 épisode)
- 2015 : Better Call Saul : Craig Kettleman (4 épisodes)
- 2015 : Happyish : le modérateur (1 épisode)
- 2015 : Nurse Jackie : Johanes Karlsen (6 épisodes)
- 2015 : The Affair : Jeremy Kramos (1 épisode)
- 2015 : Limitless : Andrew Epperly (1 épisode)
- 2016 : Chicago Police Department : Dr Dean Reybold (1 épisode)
- 2024 : New York, police judiciaire : Carlton Kelly (1 épisode)